# Anaglyptus abieticola
Anaglyptus abieticola là một loài bọ cánh cứng trong họ Cerambycidae.